# Wefaq
Ne doit pas être confondu avec Wifaq.
Le Wefaq, ou  Al Wefaq National Islamic Society (en arabe : جمعية الوفاق الوطني الإسلامية, en anglais : Al Wefaq National Islamic Society, ou Al Wifaq), est un parti chiite de Bahreïn. Il s'agit du plus grand parti d'opposition à la monarchie de Bahreïn qui, elle, est sunnite. Il s'agit du plus grand parti du royaume, à la fois en termes de membres que de sièges obtenus lors des différentes élections. Il réclame également une véritable monarchie constitutionnelle.
Le parti Al Wefaq recueille 64 % des voix lors des élections générales de 2010, mais seulement 18 des 40 parlementaires élus. Ce déséquilibre s'explique par un découpage politique conçu pour réduire le nombre de sièges susceptibles d’être gagnés par l'opposition : ainsi, les circonscriptions à majorité chiite sont dimensionnées pour être jusqu'à six fois plus peuplées que celles considérées comme loyalistes. Le parti est ciblé par la répression lors du soulèvement bahreïnien de 2011.
Le 22 septembre 2016, un tribunal de Bahreïn confirme en appel (la justice avait statué une première fois le 17 juillet) la dissolution de Wefaq. Cette décision est largement critiquée à l'échelle internationale, dont les États-Unis, pourtant alliés au pays.